# Alcides agathyrsus
Alcides agathyrsus là một loài bướm đêm thuộc họ Uraniidae. Nó được tìm thấy ở Indonesia tới New Guinea.

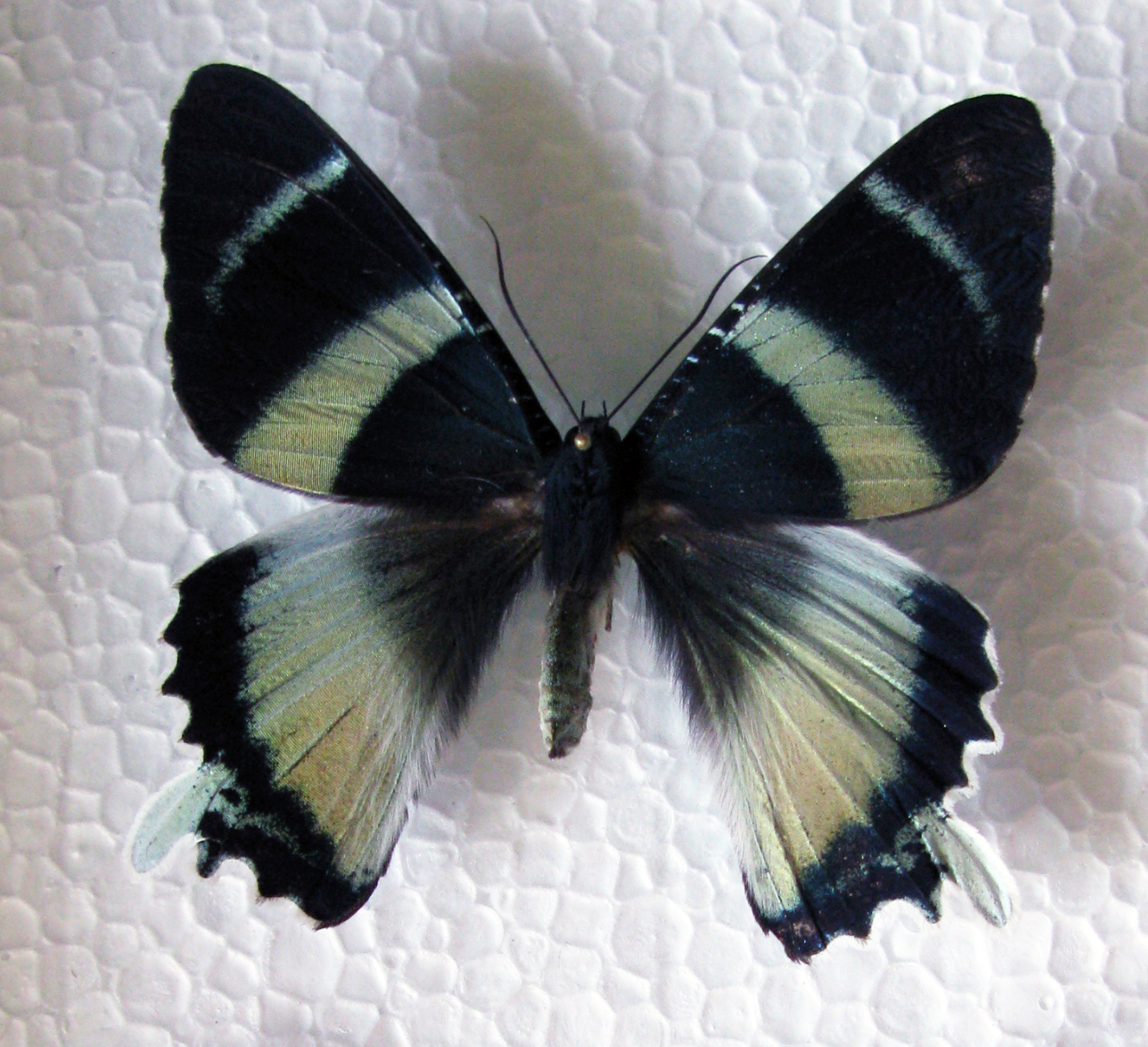

This species is mimiced by Papilio laglaizei.

## Hình ảnh

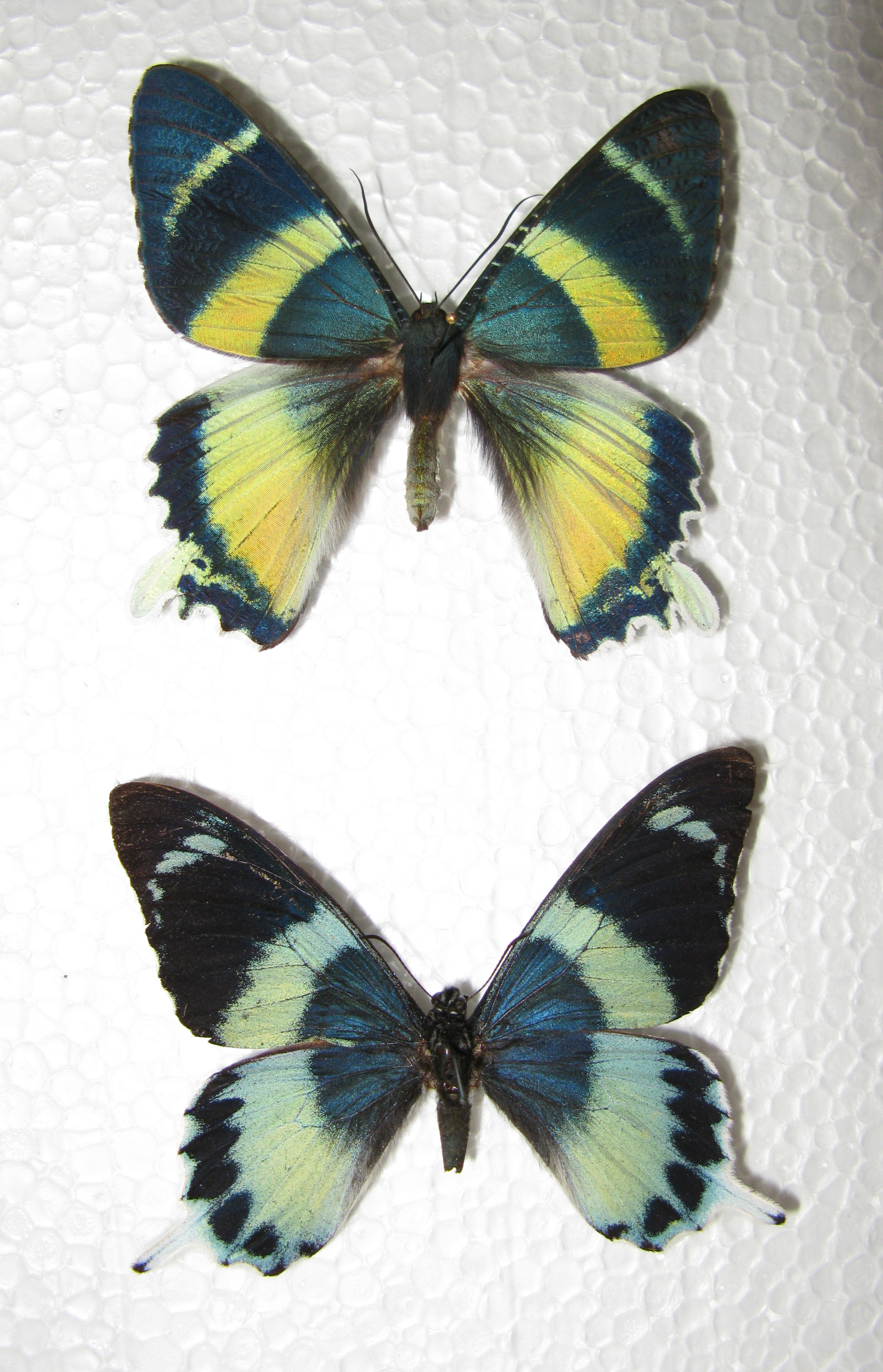
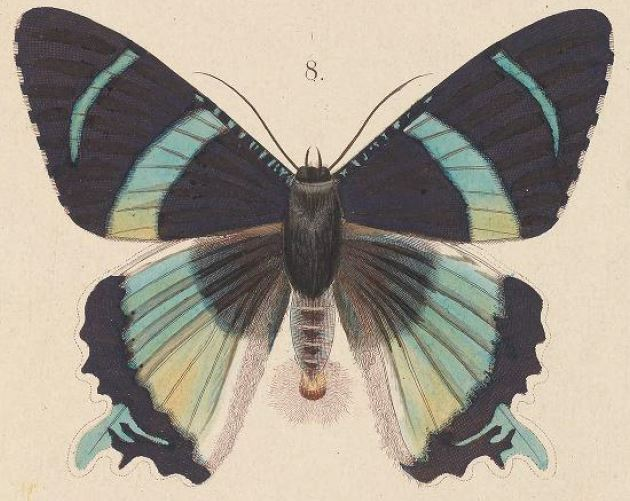